# Episodi di Six Degrees - Sei gradi di separazione
La prima ed unica stagione di Six Degrees - Sei gradi di separazione è stata trasmessa negli Stati Uniti dal 21 settembre 2006 sulla rete televisiva ABC, ma fu cancellata dopo soli 6 episodi trasmessi (su 13 totali prodotti) dato il bassissimo ascolto televisivo; l'emittente tentò poi una "resurrezione" trasmettendo a marzo del 2007 gli episodi inediti 7 e 8, ma il riscontro di pubblico fu nuovamente basso e quindi la serie venne cancellata; restano quindi inediti negli USA i 5 episodi finali stagione.
In Italia è stata trasmessa da Fox Life dal 6 maggio 2007 e in seguito in chiaro su Rai 4 dal luglio 2008.
| nº | Titolo italiano         | Titolo originale                  | Prima TV USA      | Prima TV Italia |
| -- | ----------------------- | --------------------------------- | ----------------- | --------------- |
| 1  | Pilot                   | Pilota                            | 21 settembre 2006 | 6 maggio 2007   |
| 2  | What Are The Odds?      | Testa o croce?                    | 28 settembre 2006 | 13 maggio 2007  |
| 3  | A New Light             | Una nuova luce                    | 5 ottobre 2006    | 20 maggio 2007  |
| 4  | The Puncher             | Il pugile                         | 12 ottobre 2006   | 27 maggio 2007  |
| 5  | Masquerade              | Masquerade                        | 19 ottobre 2006   | 3 giugno 2007   |
| 6  | What You Wish For       | Quello che desideri               | 2 novembre 2006   | 10 giugno 2007  |
| 7  | Slings & Arrows         | Sassi e dardi                     | 23 marzo 2007     | 17 giugno 2007  |
| 8  | Get A Room              | Uno spazio tutto mio              | 30 marzo 2007     | 24 giugno 2007  |
| 9  | Sedgewick's             | Sedgewick's                       | inedito           | 1º luglio 2007  |
| 10 | Ray's Back              | Segni                             | inedito           | 8 luglio 2007   |
| 11 | Surstromming or a Slice | Surstromming or a Slice           | inedito           | 15 luglio 2007  |
| 12 | Objects in the Mirror   | Possibilità                       | inedito           | 22 luglio 2007  |
| 13 | A Simple Twist of Fate  | Un semplice capriccio del destino | inedito           | 29 luglio 2007  |